# مصاوغ كربونيلي
الأنومير أو المصاوغ الكربونيلي في كيمياء السكر، هو نوع خاص من أنواع المصاوغات الصنوية وهو مصاوغ فراغي (ولتحديد أكثر فهو مقابل غير ضوئي) للساكاريد (في الشكل الحلقي) ويختلف فقط في في ذرة الكربون النصف أسيتالية أو النصف كيتالية، ويطلق عليه أيضًا ذرة كربون أنوميرية، فإذا كانت مجموعة هيدروكسيل ذرة الكربون الأنوميرية في الوضع ترانس لمجموعة CH2OH، فيكون السكر أنومير ألفا، بينما لو كانت مجموعة هيدروكسيل ذرة الكربون الأنوميرية في الوضع سيس لمجموعة CH2OH، فيكون السكر أنومير بيتا.
مثلا: α-D-glucopyranose وβ-D-glucopyranose يكونان الشكلين الحلقيين للجلوكوز، ويكونين أنوميرين.
ويطلق على التحول بين الأنوميرين مصطلح دوران تبديلي.
تتواجد الأنوميرات في حالة اتزان حركي عند درجة حرارة معينة. فعندها مثلاً يحتوي محلول الجلوكوز على نفس التركيب من الأنومير ألفا وبيتا.
ولكل من الأنوميرين يكون لهما دوران ضوئي مختلف (وتكون قيم دورانهما الضوئية مختلفة، فمثلاً يكون لـ alpha-D-glucose دوران بقيمة +112 درجة، بينما يكون لـ beta-D-glucose دوران بقيمة تساوي +19 درجة.